# Piano rock
Muzica piano rock este un gen de muzică rock bazată în jurul pianului și a orgii, înlocuind chitara ritmică. Este folosit de formații precum Keane, Coldplay, The Fray, Jack's Mannequin, Muse,  Ben Folds Five, The Dresden Dolls, și The Whitlams, și muzicieni solo precum Elton John, Tori Amos, Vanessa Carlton, Billy Joel, PJ Harvey, Fiona Apple și Aqualung au ajutat la popularizarea piano-rockului.